# Alexander Akimetes
Alexander Akimetes, död 403, var en grekisk abbot. Han konverterade till kristendomen som vuxen och tillbringade elva år som eremit i Syrien. Han grundade munkkloster i bland annat Konstantinopel. Alexander Akimetes vördas som helgon inom den Romersk-katolska kyrkan; helgondag 23 februari.